# Чхве Сок Чон
Чхве Сок Чон (1646—1715) — корейский политик и математик, живший в эпоху Чосон. Автор математического сочинения «Гусуряк» (оп. в 1700), в котором, в частности, описал Задачу о шестиугольной черепахе (Чисугвимундо), и математический объект, переоткрытый через 67 лет Эйлером и названный им Латинский квадрат.

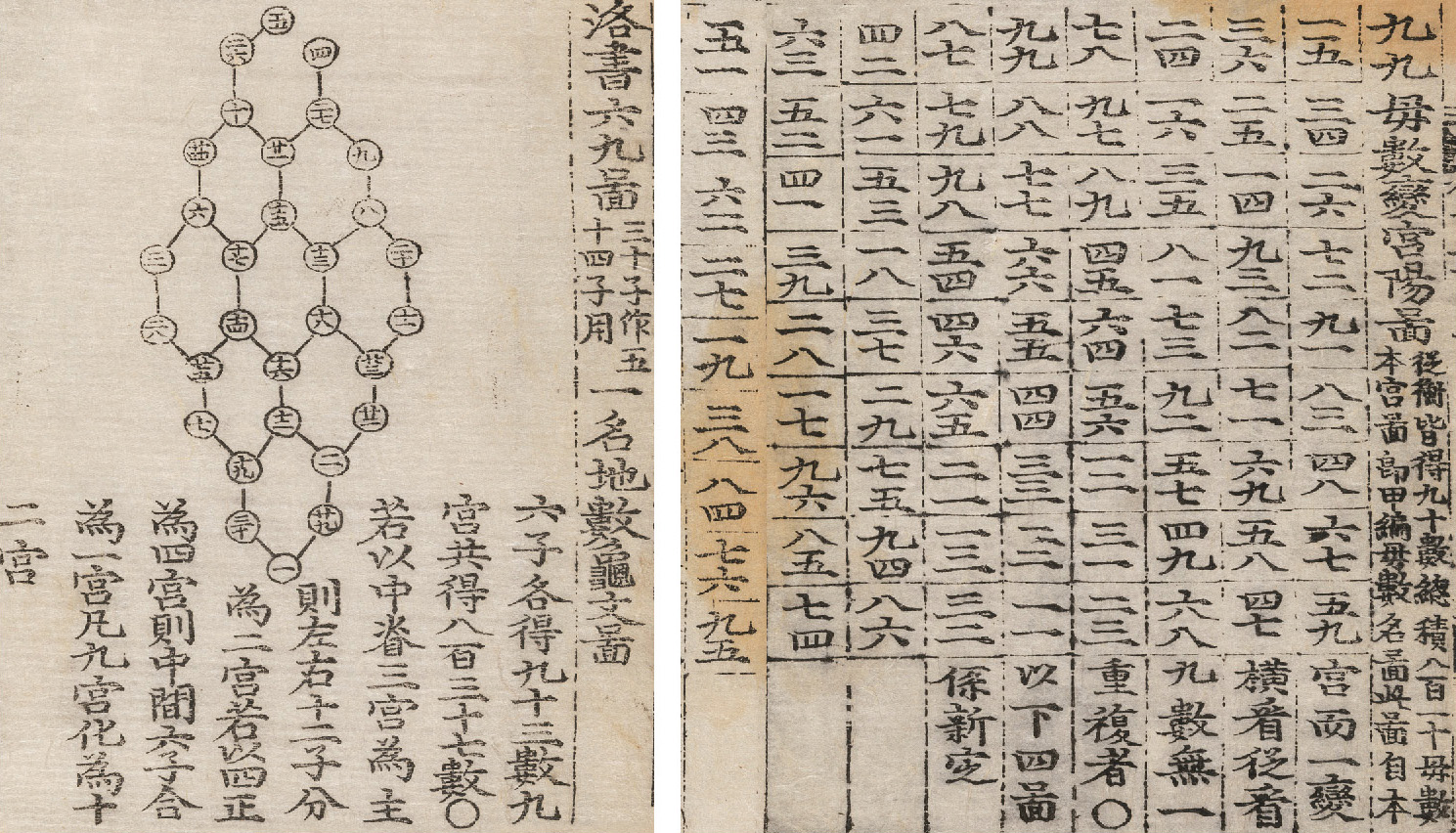
«Гусуряк» (фрагмент с описанием задачи о черепахе)

1. 1 2  Record #35797055 // VIAF (мн.) — Даблин: OCLC, 2003.
2. 1 2  Архив по истории математики Мактьютор — 1994.